# Seznam dirkačev v motociklizmu (I)
- Andrea Iannone
- Dennis Ireland
- Shinichi Itoh
- Bill Ivy